# محسن بدوي
محسن بدوى ولد في 10 نوفمبر 1956، في القاهرة، مصر، رجل أعمال وناشط سياسي وكاتب وهو رئيس الشركة العربية للحاسبات والأنظمة (اراكوم سيستمز) منذ 1984 ورئيس مجلس إدارة مركز عبد الرحمن بدوي للإبداع (2008) والمؤسس الرئيسي وأول رئيس لمجلس الأعمال الكندي المصري (2001-2003) ومؤسس مشارك لغرفة التجارة المصرية السوفياتية المشتركة 1989، عضو جمعية الصداقة المصرية الرومانية (1988-1991)، عضو الجمعية العلمية العربية النقل 1989 وعضو المنتدى الاقتصادي الدولي المصري 2003 والمؤسس الرئيسى لحركة المواطن المصري 2006. أدرج اسمه في موسوعة الشخصيات العالمية منذ عام 1991

## حياته الشخصية
والده هو العقيد/ ماهر بدوي من الرعيل الأول لسلاح المظلات المصري واستشهد في 7 فبراير 1963 إبان حرب اليمن ويحمل عديدًا من الأوسمة والأنواط منها وسام نجمة الشرف العسكرية أعلى وسام عسكري مصري. درس في مدرسة العائلة المقدسة للآباء اليسوعيين (الجزويت) في القاهرة وتخرج من كلية التجارة جامعة القاهرة

## أعماله المنشوره
نشر أول مقال له في جريدة الأخبار سنة 1991 وتوالت كتاباته في جرائد الأهرام وصوت الأمة والفجر والمال والجماهير والمصري اليوم والكرامة ونهضة مصر.
كما صدر له كتاب هام (2009) جمع فيه مقالات د. عبد الرحمن بدوي السياسية بعنوان "عبد الرحمن بدوى المقالات السياسية 1938 - 1967" يشتمل على 106 مقالة سياسية لد. عبد الرحمن بدوي وهي مقالات كانت مجهولة حتى صدور هذا الكتاب.